# Индекс хуманог развоја
| ≥ 0,950 0,900 - 0,950 0,850 - 0,899 0,800 - 0,849 0,750 - 0,799 | 0,700 - 0,749 0,650 - 0,699 0,600 - 0,649 0,550 - 0,599 0,500 - 0,549 | 0,450 - 0,499 0,400 - 0,449 ≤ 0,399 нема података |

| Веома висок (≥ 0,800) Висок (0,700-0,799) | Средњи (0,550-0,699) Низак (≤ 0,549) | Недоступни подаци |

Индекс хуманог развоја (ИХР; енгл. Human Development Index, HDI), формула је којом се мере сиромаштво, писменост, образовање, животни век, и други фактори за земље света. Многи преко ове формуле сврставају земље у развијене (земље првог реда), у развоју (земље другог реда) и земље трећег света. До ове је формуле дошао пакистански економиста Махбуб ал Хак, а Програм Уједињених нација за развој је користи од 1993. године у свом годишњем извештају о развоју.
ХДИ мери просечна достигнућа у земљама по три основне ствари у људском развоју:
- О дугом и здравом животу, мереном према животном веку од рођења.
- Знању, мереном према писмености. Такође се узима у обзир основно, средње, као и постотак уписа.
- Пристојном стандарду живота, мерено према БДП-у по становнику, према ППП-у у америчким доларима.

Сваке године, земље чланице УН-а се рангирају према овој формули. Земље које су на врху листе то често наглашавају, како би привукле образоване мигранте. Као алтернативно мерење, користи се Индекс сиромашних земаља.

## Метод за израчунавање
У општем случају, како би се трансформисана основа променљива, рецимо {\displaystyle x}, у индекс без мерне јединице између 0 и 1 (што омогућава здружавање различитих пописа), следећа формула се користи:
- {\displaystyle x}-индекс = {\displaystyle {\frac {x-\min \left(x\right)}{\max \left(x\right)-\min \left(x\right)}}}

где {\displaystyle \min \left(x\right)} и {\displaystyle \max \left(x\right)} представљају најнижу и највишу вредност променљиве {\displaystyle x} коју може постићи.
Индекс хуманог развоја (ИХР) стога представља просек следећа три главна пописа:
- Животни век = {\displaystyle {\frac {LE-25}{85-25}}}
- Степен образовања = {\displaystyle {\frac {2}{3}}\times ALI+{\frac {1}{3}}\times GEI}

- Писменост код одраслих (ALI) = {\displaystyle {\frac {ALR}{100}}}
- Годишњи упис ђака (GEI) = {\displaystyle {\frac {CGER}{100}}}

- Бруто друштвени производ = {\displaystyle {\frac {\log \left(GDPpc\right)-\log \left(100\right)}{\log \left(40000\right)-\log \left(100\right)}}}

LE: Животни век

ALR: Степен писменост одраслих

CGER: Комбиновани коефицијент броја ђака

GDPpc: Друштвени производ по глави становника према куповној моћи грађана у доларима

## Извештај за 2011. годину
Сви подаци који следе су за 2011. годину.

### Најразвијеније земље (ХДИ од 0.943 до 0.846)
| 1. Швајцарска (↑ 2) 2. Аустралија (=) 3. Холандија (↑ 4) 4. Сједињене Државе (=) 5. Нови Зеланд (↓ 2) 6. Канада (↑ 2) 7. Ирска (↓ 2) 8. Лихтенштајн (↓ 2) 9. Немачка (↑ 1) 10. Шведска (↓ 1) | 1. Швајцарска (↑ 2) 2. Јапан (↓ 1) 3. Хонгконг (↑ 8) 4. Исланд (↑ 3) 5. Јужна Кореја (↓ 3) 6. Данска (↑ 3) 7. Израел (↓ 2) 8. Белгија (=) 9. Аустрија (↑ 6) 10. Француска (↓ 6) | 1. Словенија (↑ 8) 2. Финска (↓ 6) 3. Шпанија (↓ 3) 4. Италија (↓ 1) 5. Луксембург (↓ 1) 6. Сингапур (↑ 1) 7. Чешка (↑ 1) 8. Уједињено Краљевство (↓ 2) 9. Грчка (↓ 7) 10. УАЕ (↑ 2) |

### Дно листе (ХДИ од 0,344 до 0,286)
1. Гвинеја (↓ 4)
2. Централноафричка Република (↓ 2)
3. Сијера Леоне (↓ 4)
4. Буркина Фасо (↓ 2)
5. Либерија (↓ 2)
6. Чад (↓ 2)
7. Мозамбик (↓ 1)
8. Бурунди (↓ 1)
9. Нигер (↓ 1)
10. ДР Конго (↓ 1)

### Земље југоисточне Европе и Балканског полуострва
21.  Словенија (↑ 8)

29.  Грчка (↓ 7)

38.  Мађарска (↓ 2)

46.  Хрватска (↑ 5)

50.  Србија (↑ 1)

54.  Румунија (=)

55.  Црна Гора (↓ 5)

59.  Бугарска (↑ 3)

70.  Албанија(↓ 6)

74.  Босна и Херцеговина (↓ 6)

78.  Република Македонија(↓ 7)

## Највише рангиране државе по Индексу људског развоја
На годишњој листи држава највише рангираних по Индексу људског развоја, Норвешка је највише рангирана 14 пута, Канада 8 пута, Јапан 3 пута и Исланд 2 пута.
| 2022. (2021) Швајцарска · 2020. (2019) Норвешка · 2019. (2018) Норвешка · 2018. (2017) Норвешка · 2016. (2015) Норвешка · 2015. (2014) Норвешка · 2014. (2013) Норвешка · 2013. (2012) Норвешка · 2011. (2011) Норвешка · 2010. (2010) Норвешка · 2009. (2007) Норвешка · 2008. (2006) Исланд · 2007. (2005) Исланд · 2006. (2004) Норвешка · 2005. (2003) Норвешка · 2004. (2002) Норвешка · 2003. (2001) Норвешка · | 2002. (2000) Норвешка · 2001. (1999) Норвешка · 2000. (1998) Канада · 1999. (1997) Канада · 1998. (1995) Канада · 1997. (1994) Канада · 1996. (1993) Канада · 1995. (1992) Канада · 1994. (????) Канада · 1993. (????) Јапан · 1992. (????) Канада · 1991. (1990) Јапан · 1990. (????) Јапан |